# Арбоґаст
Флавій Арбоґаст (лат. Flavius Arbogastes; ? — вересень 394) — римський полководець франкського походження в кінці IV століття, займав пост командувача всіма військами (лат. magister militum) в західній частині Римської імперії в 388—394 роках при імператорі Валентиніані II.

## За імператора Валентиніана II
Імператор Граціан призначив франка Арбоґаста в помічники своєму полководцю Бавтону, що також був із франків. Як зауважує Зосіма, обидва воєначальники з варварів мали великий авторитет серед солдатів через їх непідкупність, хоробрість і байдужість до багатств. Ім'я Арбоґаста вперше з'являється в історії при описі битв з готами близько 380 року у Фракії.
Коли узурпатор Магн Максим вбив правлячого імператора Граціана в 383 році і вигнав імператора-співправителя Валентиніана II в 387, Арбоґаст зберіг вірність скинутому імператору і піднісся в 388 після розгрому Максима військами Феодосія Великого, імператора східної частини Римської імперії. Валентиніан II був відновлений на троні, а Арбоґаст очолив його війська, одразу після смерті Бавтона. Зосіма стверджує, що Арбоґаст не був призначений, а захопив пост командувача військами користуючись симпатіями солдатів.
Сократ Схоластик схарактеризував Арбоґаста як людину «з лютим та жорстоким норовом». Подорослішавший Валентиніан теж не відрізнявся стриманістю і вступав в конфлікти з всемогутнім воєначальником. За словами Філосторгія, «розмовляючи одного разу в палаці з Арбоґастом і розгніваний його словами, він хотів було оголити меч проти воєначальника, але був утриманий, бо охоронець, у якого він спробував вихопити меч, утримав його.» Зосіма передає іншу історію. За його словами Валентиніан, роздратований незалежною поведінкою полководця, передав Арбоґасту указ про його зміщення з посади командувача військами. Останній прочитав і розірвав указ зі словами: «Не ти мені давав командування, не тобі позбавляти його». Після чого, на думку деяких письменників, Валентиніан і спробував вихопити меч.
Про безсилля імператора і фактичне правління Арбоґаста повідомляє Олександр Сульпиций, чия праця відомий тільки в цитатах Григорія Турського:
«Коли імператор Валентиніан, зачинившись у палаці під В'єнном, вів майже тільки приватне життя, то всю турботу про військову справу передали франкским найманцям, а ведення цивільних справ було доручено Арбоґасту. Серед усіх воїнів, які взяли військову присягу, не можна було знайти жодного, який зважився б виконати особисту вказівку імператора або його розпорядження.»

## При імператорі Євгені
Ненависть між імператором і його полководцем стала проявлятися відкрито. Валентиніан посилав часті листи своєму покровителю Феодосію Великому зі скаргами на Арбоґаста і проханням про допомогу. Арбоґаст також вагався, як йому вчинити, поки нарешті не зважився на усунення імператора. У травні 392 року під В'єнном імператора Валентиніана знайшли повішеним. Філосторгій передає цю історію так:
«Тоді Арбоґаст не став більше розпитувати, але згодом у Вієнні Галльській, побачивши, що імператор після другого сніданку, опівдні, в затишному місці палацу бавиться з блазнями пускання в річці бульбашок, підіслав до нього декількох охоронців, які, скориставшись тим, що нікого з імператорських слуг, що пішли тоді снідати, поруч не було, руками звірячому задушили нещасного. А щоб хто-небудь не став шукати винуватців вбивства, душителі, надівши йому на шию хустку у вигляді петлі, повісили його, щоб здавалося, ніби він повісився по своїй волі.»
За словами Зосіма Арбоґаст в присутності солдатів особисто завдав смертельної рани імператору.
Наступником Валентиніана в серпні 392 року був проголошений державний секретар, християнин Євгеній, особистий друг Арбоґаста. Займаючи при новому імператорі, якого Феодосій Великий негайно визнав узурпатором, той же пост, Арбоґаст в союзі з сенатською аристократією сприяв язичницькій реставрації в Західній імперії. Так Паулин в Житіє Св. Амвросія повідомляє, ніби Арбоґаст, вирушаючи на війну з Феодосієм, обіцяв перетворити одну з церков столиці (Медіолане) в конюшню, а ченців відправити у солдати.

## Падіння Арбоґаста
Імператор Феодосій призначив в співправителі замість убитого Валентиніана свого сина Гонорія, і в 394 році рушив військами, щоб змістити Євгенія. 6 вересня 394 року на річці Фригід (територія сучасної Словенії) відбулася генеральна битва.
На початку бою Арбоґасту вдалося розгромити великий загін Феодосія, що складався з готів-федератів, але деякі з його воєначальників вирішили перейти до Феодосія. Імператор Євген був захоплений і страчений, Арбоґасту вдалося втекти в гори. За повідомленням Сократа Схоластика 8 вересня 394 року Арбоґаст покінчив життя самогубством:
«Це [поразка] відбулося в шостий день місяця вересня, в третє консульство Аркадія і в друге Гонорія. Винуватець всього зла Арбоґаст, два дні тікав від переслідування війська Феодосія, бачачи, що йому не залишається ніякого засобу до спасіння, умертвив себе власним мечем.»
Клавдіан додає подробиць про загибель полководця. За його словами Арбоґаст власноруч простромив бік двома мечами.